# Абазакт
Абаза́кт (кабард.-черк. Еджыбокъуей, Абазэкт) — аул в Хабезском районе Карачаево-Черкесской Республики.
Входит в состав муниципального образования «Псаучье-Дахское сельское поселение».

## География
Аул расположен в северо-восточной части Хабезского района, на левом берегу реки Малый Зеленчук. Находится в 25 км к северо-востоку от районного центра Хабез и в 14 км к западу от города Черкесск, на трассе Р265 Черкесск—Архыз.
Граничит с землями населённых пунктов: Ново-Хумаринский на юго-востоке, Псаучье-Дахе на юге и Икон-Халк на севере.
Населённый пункт расположено в предгорной зоне республики. Рельеф местности представляет собой в основном холмистую равнину, с общим уклоном террасы с запада на восток в сторону долины реки. Средние высоты на территории аула составляют 502 метра над уровнем моря.
Гидрографическая сеть в основном представлена рекой Малый Зеленчук. В пределах населённого пункта в него впадает левый приток — Де-Лако.
Климат влажный умеренный. Среднегодовая температура воздуха составляет + 10 °С. Наиболее холодный месяц — январь (среднемесячная температура −1,5 °С), а наиболее тёплый — июль (+21 °С). Заморозки начинаются в начале декабря и заканчиваются в начале апреля. Среднее количество осадков в год составляет около 700 мм в год. Основная их часть приходится на период с апреля по июнь.

## История
Аул на своём нынешнем месте был основан в 1862 году. До этого аул Егибоковский располагался между реками Уруп и Кяфар.
В 1929 году постановлением Президиума ВЦИК аул Егибоковский был переименован в Абазакт. Название образовано от этнонима «абаза» и слова кыт — «село».
В 1957 году аул передан в состав Псаучье-Дахского сельсовета.

## Население
| 2002 | 2010 | 2021 |
| ---- | ---- | ---- |
| 378  | ↗423 | ↘418 |

Национальный состав
По данным Всероссийской переписи населения 2010 года:
| Народ   | Численность, чел. | Доля от всего населения, % |
| ------- | ----------------- | -------------------------- |
| черкесы | 380               | 89,8 %                     |
| абазины | 21                | 5,0 %                      |
| русские | 12                | 2,8 %                      |
| другие  | 10                | 2,4 %                      |
| всего   | 423               | 100 %                      |

По данным Всероссийской переписи населения 2021 года:
| Народ   | Численность, чел. | Доля от всего населения, % |
| ------- | ----------------- | -------------------------- |
| черкесы | 396               | 94,74 %                    |
| абазины | 14                | 3,35 %                     |
| другие  | 8                 | 1,91 %                     |
| всего   | 418               | 100,0 %                    |

С начала поселения аула в нем проживали абазины-баштлбаевцы, а также представители адыгских этнических групп, которых называли в официальных документах кабардинцами.

## Образование
- Общеобразовательная школа — ул. Центральная, 32.

## Инфраструктура
Основные объекты социальной инфраструктуры расположены в центре сельского поселения — Псаучье-Дахе.

## Улицы
| Джамбекова  |
| Джилаканова |
| Калмыкова   |

| Новая     |
| Подгорная |

| Пушкина     |
| Центральная |

## Известные уроженцы
- Калмыков Юрий Хамзатович — советский и российский политический деятель, доктор юридических наук. Министр юстиций Российской Федерации в 1993—1994 годах.